# Denver Nuggets 1989-1990
La stagione 1989-90 dei Denver Nuggets fu la 14ª nella NBA per la franchigia.
I Denver Nuggets arrivarono quarti nella Midwest Division della Western Conference con un record di 43-39. Nei play-off persero al primo turno con i San Antonio Spurs (3-0).

## Roster
| N° | Naz.                   | Ruolo | Sportivo          | Anno | Alt. | Peso |
| -- | ---------------------- | ----- | ----------------- | ---- | ---- | ---- |
| 1  | Stati Uniti (bandiera) | G     | Eddie Hughes      | 1960 | 178  |      |
| 2  | Stati Uniti (bandiera) | A     | Alex English      | 1954 | 201  | 86   |
| 6  | Stati Uniti (bandiera) | GA    | Walter Davis      | 1954 | 198  | 88   |
| 11 | Stati Uniti (bandiera) | C     | Joe Barry Carroll | 1958 | 213  | 102  |
| 12 | Stati Uniti (bandiera) | G     | Fat Lever         | 1960 | 191  | 77   |
| 14 | Stati Uniti (bandiera) | G     | Michael Adams     | 1963 | 178  | 73   |
| 21 | Stati Uniti (bandiera) | GA    | Todd Lichti       | 1967 | 193  | 93   |
| 23 | Stati Uniti (bandiera) | GA    | T.R. Dunn         | 1955 | 193  | 87   |
| 24 | Stati Uniti (bandiera) | GA    | Bill Hanzlik      | 1957 | 201  | 84   |
| 34 | Stati Uniti (bandiera) | AC    | Danny Schayes     | 1959 | 211  | 107  |
| 35 | Stati Uniti (bandiera) | A     | Jerome Lane       | 1966 | 198  | 104  |
| 41 | Stati Uniti (bandiera) | C     | Blair Rasmussen   | 1962 | 213  | 113  |
| 42 | Stati Uniti (bandiera) | A     | Mike Higgins      | 1967 | 206  | 100  |
| 45 | Stati Uniti (bandiera) | AC    | Tim Kempton       | 1964 | 208  | 111  |

## Staff tecnico
- Allenatore: Doug Moe
- Vice-allenatori: Allan Bristow, Doug Moe jr.